# 入船米蔵
入船 米蔵は落語家の名前。後に橘家米蔵となる。
- 初代入船米蔵 - 入船亭扇橋#4代目を参照。
- 2代目入船米蔵 - 生没年不詳。4代目船遊亭扇橋の門下で扇吉から入船扇蔵を経て米蔵を名乗った人物がある。本名不詳。
- 3代目入船米蔵 - 当該項目で記述。
- 4代目入船米蔵 - 後の橘家文三。
- 5代目入船米蔵 - 当該項目で記述。

## 3代目

### 経歴
- 子供の頃から噺家のようで最初は柳派に属し花好を名乗った。
- 明治10年代前半、6代目船遊亭扇橋の門下で船遊亭扇馬。
- 明治10年代後半、3代目麗々亭柳橋（のちの初代春錦亭柳桜）の門下で麗々亭柳若。
- 1901年、3代目春風亭柳枝の門下で春風亭桃枝。
- 1902年、入船米蔵になる。

### 人物
1901年の寄席の楽屋評として「十歳の少年で故人柳桜の弟子になり（略）器用で記憶のよいことに至りては師匠も驚いた（略）真打になれずに居るのはどういう事情のあるものか」「こんな好男子がガンモドキなどという綽名をつけています」「能弁で芸もある割合に噺は陰気で愛嬌がありませんね。当人もモウ少しこの辺に注意して高座を賑やかにやったら来春は真打になれるでしょう」と書かれている。若いときは柳家小三治（のちの3代目柳家小さん）と同格の扱いを受けたが、底意地が悪い面もあり評判が悪く大成しなかった。

## 5代目

### 経歴
- 明治30年代前半に2代目談洲楼燕枝の門下で柳亭燕玉。
- 明治30年代半ばに柳亭錦枝。
- 1912年5月に入船米蔵と改名。

### 人物
- 錦枝時代に森暁紅（演芸記者）が「よだれの出そうな口元は気になれど、話口どこにか旨い処が有る、踊りは上手なれど気障りで締りが無し、芝居などさせると中々味をやる」との評を書き記している。
- 4代目春風亭梅枝（のちの3代目滝川鯉かん）と組んで掛合い噺などもやっていた。昭和の極初期頃まで掛合い噺で活動していたがその後不明。